# Compagnie Soleure-Zollikofen-Berne
La compagnie Soleure-Zollikofen-Berne (en allemand: Soleure-Zollikofen-Bern-Bahn, SZB) est une ancienne compagnie ferroviaire des cantons de Soleure et de Berne en Suisse. Elle a été créée en 1922 par la fusion de la compagnie Berne-Zollikofen (BZB) avec le chemin de fer électrique à voie étroite Soleure-Berne (ESB). En 1973, la SZB entame une coopération avec l'association des chemins de fer Berne-Worb (VBW), avec lesquelles elle fusionne finalement en 1984 pour former la société de transport régional Berne-Soleure (RBS). Celle-ci exploite désormais les anciens itinéraires SZB Soleure-Berne et Unterzollikofen-Berne.

## Histoire
La fusion du 1er janvier 1922 eut lieu à la demande du canton de Berne. Une expertise recommanda certaines mesures structurelles, comme la création d'une ligne de contournement (dite de Rütti) de Zollikoffen-Worblaufen avec une voie  à trois rails, la transformation de la gare de Worblaufen avec un nouveau bâtiment d'accueil, et la création d'une voie propre pour la ligne du BZB circulant dans la rue entre Worblaufen et Berne-hôpital vétérinaire.
Le premier train direct Soleure-Berne circula le 1er octobre 1924. Puisqu'il n'était plus nécessaire de changer de train à Zollikofen, le trafic a fortement augmenté jusqu'en 1930, après quoi la stagnation s'est installée pendant les années de crise. La  Seconde Guerre mondiale a par la suite occasionné un rationnement du carburant et des pneus, entraînant augmentation significative du trafic ferroviaire. Le transport de marchandises s'est effectué sur la ligne en tous temps.
Le 1er janvier 1974, le contrat d'exploitation avec VBW est entré en vigueur. L'introduction du nouveau concept d'exploitation le 26 mai 1974 inaugure une nouvelle ère. Le nouvel accès à Berne a transformé les trains en un moyen efficace de transport local. Cette année également, le libre-service voyageurs avec distributeurs automatiques de billets a été étendu à l'ensemble de la zone périurbaine. À partir de 1975, les signaux sont complétés par des aimants (ISR 72) pour la protection automatique des trains. À partir de 1976, la ligne Worblaufen – Oberzollikofen a été agrandie pour permettre une circulation sur double voie. La ligne à double voie a été mise en service le 23 mai 1979. Cependant, la deuxième voie n'a pas de troisième rail.

## Itinéraire

### Spécifications (1979)
- Longueur totale de la ligne : 55.00 km
- Longueur de la propriété : 35.899 km
- dont double voie : 6.125 km
- Longueur de la voie trirail : 3.500 km
- Voies de garage privées, nombre : 4
- Voies de garage privées, longueur : 2.500 km
- plus grande descente : 28 / 45 pour mille
- Nombre de gares/arrêts : 24
- Tunnel : 3
- Ponts de plus de 10 m : 4
- Type de courant : 1250 volts courant continu

### Développement d'itinéraires et construction de bâtiments
- 1924 Mise en service de la ligne Rütti
- 1955 Installation d'un bloc de voie
- 1955–1957 Déplacement de la ligne Worblaufen-Unterzollikofen sur sa propre voie
- 1956 Nouvelle construction du bâtiment de la gare de Tiefenau
- 20 novembre 1965 Introduction du souterrain à la gare de Berne et mise en service du pont à double voie sur l'Aar à Worblaufen
- 17 octobre 1966 Ouverture du service de bus Münchenbuchsee-Zollikofen (Ligne M)
- 1974 Suppression de la ligne Unterzollikofen-Zollikofen
- 1974 Achèvement de la double voie souterraine Worblaufen-Berne
- 26 mai 1974 Introduction du souterrain VBW dans la gare de Berne
- 1974 ouverture de la tour de la gare de Worblaufen avec le siège de la direction
- 5 mars 1975 Ouverture de l'arrêt Schönbühl Shoppyland (centre commercial)
- 1978 Construction du dépôt 2 à Worblaufen
- Mai 1979 Mise en service de la double voie Worblaufen-Oberzollikofen
- Sur changement d'horaire le 22/23 mai 1984 Fermeture de l'arrêt sur demande Jegenstorf Hôpital

## Matériel roulant
- 1949-1959 : Conversion de tous les véhicules interurbains des freins à vide aux freins à air
- 1950 : Avec les fonds de l'aide ferroviaire privée, trois nouvelles compositions de trains de banlieue pour le trafic terrestre sont achetées
  - SZB BCFe 4/4 4-6
- 1955 : Achat de trois nouveaux trains de banlieue pour le trafic suburbain
  - SZB CFe 4/4 21-23
- 1974 : Acquisition des nouveaux trains de banlieue Be 4/8 avec la VBW (41-47, 60-61)
  - SZB Be 4/8 48-52 (1974)
  - SZB Be 4/8 53 (1977)
  - SZB Be 4/8 54–59 (1978)